# まち角の図書館
まち角の図書館（まちかどのとしょかん）は、大阪府池田市の街頭に設置されている書架である。

## 概要
高さ 195 センチメートル、幅 280 センチメートル、奥行 40 センチメートルの大きさをもつスチール製書架であり、市章の井桁を象った外枠が設けられている。古本の再利用を目的としており、無人・無施錠で、誰でも無料で利用することができる。書架の扉は、中の本が見えるように、アクリル樹脂を用いて作られている。池田市の「まち角の図書館」を参考にして作られた書架は、兵庫県宝塚市、宮崎県西都市、長崎県佐世保市、沖縄県与那原町に設置されている。

## 由来
1979年（昭和54年）より池田市で刊行されていたタウン紙『がんがら』は、市の政治・文化などに関する報道の他に、様々な提言を行い、市に市民運動をつくり出した。その流れの中で、1981年（昭和56年）に市民有志らによって池田市リサイクル協会が結成された。同協会は、1982年（昭和57年）より「古本再利用市」を開いていたが、市民からの本の提供が多かったために、多くの古本が売れ残っていた。そこで、同協会において、こうした古本を利用してもらうために、街頭に書架を置く構想が生まれた。
1988年（昭和63年）12月、池田市リサイクル協会の呼びかけで、同協会および池田市教育委員会と池田市社会福祉協議会の三者で、「池田のまち角に図書館をつくる運動実行委員会」が発足する。こうして「まち角の図書館」をつくる運動が始動した。
1989年（平成元年）4月、池田市制施行50周年を記念して、菅原町の池田駅前公園に1号館が設置される。1990年（平成2年）4月、旭丘二丁目の池田銀行（現在の池田泉州銀行）池田東支店前に2号館が、天神一丁目の石橋「赤い橋」西詰めに3号館が設置される。
1991年（平成3年）4月、中川原町の大阪北部農協細河支店前に4号館が設置される。1992年（平成4年）4月、神田二丁目の大阪北部農協神田支店前に5号館が設置される。同年、池田のまち角に図書館をつくる運動に対して、財団法人日本ファッション協会による第2回日本生活文化大賞の生活文化賞が授賞される。
1993年（平成5年）4月、旭丘三丁目の敬老会館前に6号館が設置される。1994年（平成6年）4月、室町の室町防犯センター前に7号館が設置される。同年6月、鉢塚二丁目の才尊会館前に分館が設置される。
1995年（平成7年）5月、伏尾台三丁目の伏尾台コミュニティセンター第1会館前に8号館が設置される。1996年（平成8年）4月、石橋一丁目の阪急バス「石橋」停留所横に9号館が設置される。1997年（平成9年）4月、緑丘二丁目の緑丘2丁目公園入り口横に10号館が設置される。1998年（平成10年）8月、城南三丁目の市立池田病院前に分館が設置される。2000年（平成12年）4月、五月丘二丁目の横岡公園前に11号館が設置される。